# 离宫增一
离宫增一（飛馬座33），又名BD+20 5139，HD 212395、SAO 90462、HR 8532，是飛馬座的一颗恒星，视星等为6.04，位于銀經82.41，銀緯-30.16，其B1900.0坐标为赤經22h 18m 50.8s，赤緯+20° -30.16′ 34″。